# Josef Seifert (Philosoph)
Josef Maria Seifert (* 6. Jänner 1945) ist ein österreichischer Philosoph und Autor.

## Leben
Josef Seifert wuchs in Salzburg auf. Er maturierte 1963 am Erzbischöflichen Privatgymnasium der Erzdiözese Salzburg und studierte von 1963 bis 1969 Philosophie an der Universität Salzburg. 1969 wurde er in Salzburg mit der Arbeit Erkenntnis objektiver Wahrheit. Die Transzendenz des Menschen in der Erkenntnis. mit Auszeichnung zum Dr. phil. promoviert; 1975 habilitierte er sich an der Ludwig-Maximilians-Universität München mit der Schrift Leib und Seele. Ein Beitrag zur philosophischen Anthropologie.
Von 1969 bis 1973 war Seifert Assistenzprofessor an der Universität Salzburg, von 1972 bis 1981 auch Professor (Assistant Professor und danach Associate Professor mit tenure) und von 1972 bis 1981 Direktor des Magister- und Doktoratsprogramms am Institute of Philosophic Studies der University of Texas at Dallas, USA.
Seifert war der Rektor der International Academy of Philosophy in Irving, Texas, seit ihrer Gründung 1980, 1986 bis 2007 Rektor der Internationalen Akademie für Philosophie (IAP) im Fürstentum Liechtenstein und 2004 bis 2011 Rektor der IAP an der Pontificia Universidad Católica de Chile in Santiago de Chile und trägt den Titel „Gründungsrektor der IAP“. Er war von 2012 bis 2017 Professor für Philosophie an der Academia Internacional de Filosofía – Instituto de Filosofía Edith Stein. Erzbischof Martínez Fernández von Granada entließ ihn 2017 aus dieser Position, weil er das Papstschreiben Amoris laetitia über Ehe und Familie wiederholt kritisiert habe.
Seifert ist römisch-katholisch, verheiratet und hat sechs Kinder.

## Wirken
Die philosophischen Veröffentlichungen Seiferts verfolgen das Ziel einer Neubegründung des philosophischen Realismus sowie einer personalistischen Anthropologie, Metaphysik und Ethik auf phänomenologischer Grundlage. Damit steht Seifert in der Tradition der sog. Realistischen Phänomenologie des frühen Edmund Husserl (Logische Untersuchungen) sowie von Adolf Reinach, Alexander Pfänder, Balduin Schwarz und Dietrich von Hildebrand. Insbesondere setzt er sich mit der kritischen Philosophie Kants und der transzendentalen Phänomenologie Husserls auseinander, deren rein immanentistischer Deutung menschlicher Erkenntnis er grundlegende Fehler nachzuweisen versucht. Weitere Publikationen befassen sich u. a. mit dem Leib-Seele-Problem, mit philosophischer Anthropologie, Lebensphilosophie, Ontologie, Metaphysik und Religionsphilosophie sowie mit Fragen der Medizinethik und allgemeinen Ethik.
Im Hinblick auf das Leib-Seele-Problem vertritt Seifert einen bipolaren Dualismus, der trotz der Leibgebundenheit und Subjektivität des individuellen menschlichen Bewusstseins und des Angewiesenseins auf das Gehirn sowie des Nervensystems, zumindest den Strukturen des Geistes im theoretischen Denken, Urteilen und Schließen sowie im praktischen Überlegen, Planen, Wollen und Handeln eine gewisse Autonomie zubilligt. Trotz der offensichtlichen Tatsache der Lokalisierung der neuronalen Korrelate des Geistigen im menschlichen Gehirn (und Nervensystem) bei gleichzeitiger Lokalisierung des Gehirns als Steuerungsorgan in einem einheitlichen objektivierbaren Körper bzw. subjektiv erlebbaren Leib der menschlichen Person, ist es nach Seifert aus prinzipiellen philosophischen Gründen weder möglich, die geistigen Strukturen auf deterministische Art und Weise vorherzusagen (wie Deterministen meinen) geschweige denn auf neuronale Prozesse in Gehirn und Nervensystem zu reduzieren (wie neurowissenschaftliche Reduktionisten meinen). In den letzten Jahren hat Seifert seine dualistische Position und Verteidigung der Möglichkeit und Realität der Willensfreiheit vor allem auch gegen die Experimente und Theorien des Neurowissenschaftlers Benjamin Libet verteidigt.
In seinem Buch What is Life? On the Originality, Irreducibility and Value of Life hat er die Eigenständigkeit und Irreduzibilität des Lebendigen bei Pflanzen, Tieren und Menschen gegen den physikalistischen Reduktionismus verteidigt und insbesondere den überragenden Wert des menschlichen Lebens und die Würde der individuellen menschlichen Person. Damit hat er an sein früheres Buch Essere e Persona angeknüpft, das bisher nur im Italienischen erschienen ist und die Grundlegung einer personalistischen Seinsphilosophie enthält, der zufolge die menschliche Person unter allen irdischen Lebewesen das eigentliche Seiende und die höchste Form des Seienden darstellt.
Seifert ist auch Autor einer Schachphilosophie, die keinen Ratgeber für Schachspieler darstellt, sondern eine Einführung in die Philosophie des Schachspieles. Darin zeigt er auf der philosophischen Grundlage seiner realistischen Phänomenologie u. a. auf, dass Wittgensteins sprachphilosophische Überlegungen im Vergleich der Sprachspiele mit dem Schachspiel nicht sehr weit tragen, und dass Kants Konzeption eines allgemeinen Apriori der Notwendigkeiten des Anschauens und Denkens im Sinne einer allgemeinen Subjektivität in Richtung auf ein objektives Apriori der noumenalen „Wesengesetze“ und empirisch gegebenen notwendigen Sachverhalte überschritten werden kann. Deswegen handelt es sich um ein Buch, das nicht nur für philosophisch interessierte Liebhaber des Schachspiels lesenswert ist, sondern für alle philosophisch Interessierten, die sich für eine angewandte Einführung in die Denkweisen und Erkenntnisansprüche der realistischen Phänomenologie im Anschluss an die berühmten Logischen Untersuchungen von Edmund Husserl interessieren.
Seit dem Jahr 2000 hat er (zusammen mit C. Gueye) eine Anthologie zur Realistischen Phänomenologie herausgegeben, eine Abhandlung über die Methode des Philosophierens im Sinne der Realistischen Phänomenologie (Discours des Methodes) verfasst. Dieses Buch knüpft an seine frühere Abhandlung Back to Things in Themselves. A Phenomenological Foundation for Classical Realism sowie an sein ontologisches Hauptwerk Sein und Wesen an. Danach hat er zwei Bände über das philosophische Verständnis von Wahrheit geschrieben, in denen u. a. auch alle philosophischen Begriffe von Wahrheit und alle zeitgenössischen Konzeptionen der Wahrheit dargestellt, diskutiert und kritisiert werden.
Zu seinen wichtigsten Publikationen über Ethik gehört seine Antrittsvorlesung „Was ist und was motiviert eine sittliche Handlung?“ sowie der erste Band einer Grundlegung zur Medizinethik The Philosophical Diseases of Medicine and Their Cure. Philosophy and Ethics of Medicine, von der jedoch bisher nur der erste Band erschienen ist. Im Hinblick auf die Rechtsphilosophie hat er eine Anthologie über Naturrecht mit dem Titel Wie erkennt man Naturrecht? herausgegeben. Seine beiden Hauptwerke zur Religionsphilosophie sind: Gott als Gottesbeweis, das den Ontologischen Gottesbeweis (Anselm, Descartes, Hegel) verteidigt und auch ins Arabische übersetzt wurde, sowie Erkenntnis des Vollkommenen. Wege der Vernunft zu Gott, das sich u. a. auch mit der paradigmatischen Diskussion der Gottesbeweise bei Thomas von Aquin auseinandersetzt.
Als Student hat Seifert eine Laienbühne (Das Salzburger Zimmertheater) gegründet, aus deren Mitgliedern zwei spätere Burgschauspieler hervorgingen. Er ist zudem Autor eines bisher unveröffentlichten Romans. Seifert ist Autor von über 300 Artikeln in 12 Sprachen. Er ist Gründer und Herausgeber des Jahrbuchs „Aletheia“ und der philosophischen Schriftenreihe Philosophy and Realist Phenomenology sowie der Studien der „Internationalen Akademie für Philosophie im Fürstentum Liechtenstein“ (Studies of the International Academy of Philosophy in the Principality of Liechtenstein).
Aktuell gibt er noch immer Vorlesungen im Bereich Philosophie an der Ludwig-Maximilians-Universität in München.

## Mitgliedschaften
- Mitglied im Kuratorium der Stiftung für Ökologie und Demokratie[18]

## Schriften
- Erkenntnis objektiver Wahrheit (Salzburg/München 1972)
- Leib und Seele (Salzburg/München 1973)
- Was ist und was motiviert eine sittliche Handlung? (Salzburg/München 1976); auch in Spanisch.
- Das Leib-Seele-Problem in der gegenwärtigen philosophischen Diskussion (Darmstadt 1979)
- Back to Things in Themselves.  A Phenomenological Foundation for Classical Realism (London/Boston:  1987)
- Essere e persona.  Verso una fondazione fenomenologica di una metafisica classica e personalistica. (Mailand: 1989)
- Schachphilosophie (Darmstadt 1989)
- Danken und Dankbarkeit (Heidelberg 1992)
- Sein und Wesen (Heidelberg 1996)
- Die Verantwortung des Menschen in einem globalen Weltzeitalter (Heidelberg 1996)
- Viktor E. Frankl, Sinn als anthropologische Kategorie. Meaning as an Anthropological Category (Heidelberg: 1996)
- What is Life? On the Originality, Irreducibility and Value of Life (Amsterdam: 1997)
- Wie erkennt man Naturrecht? (Heidelberg 1998)
- Dietrich von Hildebrands Kampf gegen den Nationalsozialismus (Heidelberg 1998)
- Gott als Gottesbeweis (Heidelberg 1996/2000, auch auf Arabisch (Al Maghrib – Bayrouth: 2001))
- Ritornare a Platone (Mailand: Vita e Pensiero, 2000)
- Überwindung des Skandals der reinen Vernunft. Die Widerspruchsfreiheit der Wirklichkeit – trotz Kant (Freiburg 2001), 2007 auch auf Spanisch.
- The Philosophical Diseases of Medicine and Their Cure. Philosophy and Ethics of Medicine. Vol. 1 (New York: 2004) (E-Book Boston: 2005).
- Berührung der Kulturen. Die Rolle der realistischen Phänomenologie im Dialog zwischen Religionen und Zivilisationen, auf Arabisch (Rabat: 2004)
- Anthologie realistischer Phänomenologie /Антология реалистической феноменологии (М., Институт философии, теологии и истории св.) (Фомы/Moscow: 2006)
- Discours des méthodes. Los métodos de la filosofía y la fenomenología realista (Madrid: 2008)
- Discours des Méthodes. The Methods of Philosophy and Realist Phenomenology. (Frankfurt / Paris / New Brunswick: 2008)
- Das Wesen der Wahrheit und die Person. De veritate – Über die Wahrheit Bd. I (Frankfurt / Paris / Ebikon / Lancaster / New Brunswick: Ontos-Verlag, 2008)
- Der Streit um die Wahrheit. Wahrheit und Wahrheitstheorien. De Veritate – Über die Wahrheit, Bd. II (Frankfurt / Paris / New Brunswick: 2008)
- Erkenntnis des Vollkommenen. Wege der Vernunft zu Gott. (Bonn: Lepanto Verlag 2010).
- Irrtümer und Widersprüche im allgemein-menschlichen, kulturell-historischen und individuellen Relativismus In: Marian Gruber (Hg.), Diktatur des Relativismus. Der Kampf um die absolute Wahrheit für die Zukunft Europas. Be&Be-Verlag, Heiligenkreuz 2014, erstmals erschienen in AEMAET 1 (2012), S. 32–88
- Unbezweifelbare Wahrheitserkenntnis. Jenseits von Skeptizismus und Diktatur des Relativismus. Patrimonium-Verlag, Aachen 2015, ISBN 978-3-86417-038-6.
- Heitere Philosophie. Philosophieren mit Johann Nestroy, dem witzigsten österreichischen Philosophen. Patrimonium-Verlag, Aachen 2016, ISBN 978-3-86417-052-2.
- Der Widersinn des Relativismus. Befreiung von seiner Diktatur. Patrimonium-Verlag, Aachen 2016, ISBN 978-3-86417-053-9.
- Gottes dritte Versuchung oder Das Evangelium des Teufels. Patrimonium-Verlag, Aachen 2018. ISBN 978-3-86417-108-6.
- Revolution der Moraltheologie. Neues Paradigma oder alter ethischer Irrtum. Patrimonium-Verlag, Aachen 2019, ISBN 978-3-86417-111-6.

## Ehrungen und Auszeichnungen
- Österreichische Ehrenkreuz für Wissenschaft und Kunst I. Klasse der Republik Österreich (1999)
- Verdienstmedaille der Europäischen Union (1997)
- Verdienstorden der Europäischen Union für die Gründung der Internationalen Akademie für Philosophie (1997)
- Ehrendoktorat der Franciscan University of Steubenville (2007)
- Ordentliches Mitglied der Päpstlichen Akademie für das Leben (bis 2017)